# پوپل‌زایی

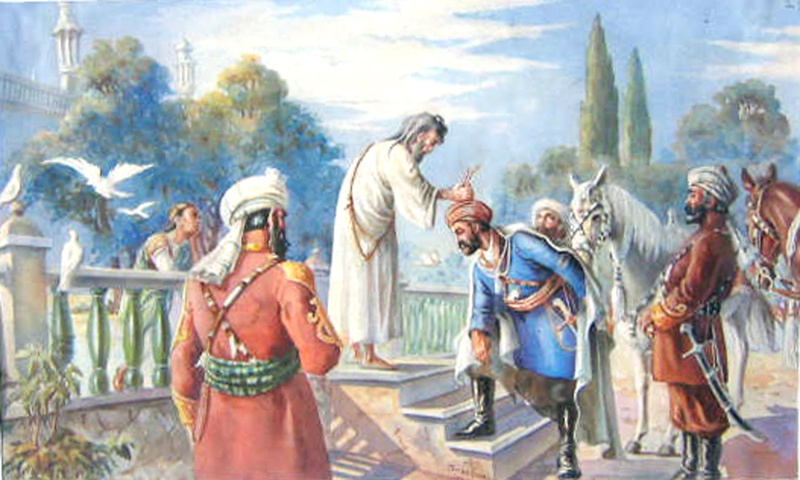
تاجگذاری احمد شاه در دوران توسط رؤسای عبداللهی در قندهار در سال ۱۷۴۷

پوپَلزَی (پوپلزای، پوپلزایی و پوپل‌زایی هم نوشته شده) از تیره‌های شاخه دُرّانی (اَبدالی) از قوم پشتون است.
درانی‌ها در جنوب و جنوب غربی افغانستان زندگی می‌کنند و قندهار مرکز عمدهٔ آنهاست. آنها به چندین شاخه تقسیم می‌شوند. برخی از آنها که از نوادگان شخصی به نام زیرک (زیلوک) به‌شمار می‌آیند شامل پوپلزی، اَلِکوزَی، بارَکزی و اچکزی هستند (اچکزی در نیمه سدهٔ هجدهم توسط احمدشاه درانی از بارکزی جدا می‌شود).
گروه دیگر از قبایل درانی که نوادگان پنجپا هستند به نام نورزی، علیزی(علیزای.علیزایی هم نوشته شده).
پوپلزی و بارکزی به طور سنتی مهمترین قبایل درانی به‌شمار می‌آیند.
دودمان شاهی افغانستان از نیمهٔ سدهٔ هجدهم تا آغاز سدهٔ نوزدهم همواره به یکی از طوایف پوپلزی بنام سدوزی تعلق داشته‌اند. پس از آن، بارکزی‌ها به عنوان شاه‌سازان جانشین پوپل‌زایی‌ها شده و رهبران آنها تا ۱۹۷۸ بر افغانستان فرمانروایی کردند.